# Martín Naidich
Martín Naidich, född 17 december 1990, är en argentinsk simmare.
Naidich tävlade i två grenar för Argentina vid olympiska sommarspelen 2016 i Rio de Janeiro. Han blev utslagen i försöksheatet på både 400 och 1 500 meter frisim.